# Gretatjärnen, Västerbotten
Gretatjärnen är en sjö i Skellefteå kommun i Västerbotten och ingår i Kågeälvens huvudavrinningsområde.